# Snouten
Snouten ist eine chemische Verbindung aus der Gruppe der ungesättigten polycyclischen aliphatischen Kohlenwasserstoffe, bestehend aus Sechs-, Fünf- und Dreiringen. Die Verbindung gehört wie die Platonischen Kohlenwasserstoffe oder die Asterane zu den Käfigverbindungen. Snouten ist ein Valenzisomer des tricyclischen C10H10-Kohlenwasserstoffs Bullvalen.
Die Verbindung wurde erstmals 1970 durch William G. Dauben beschrieben. Die Bezeichnung für die Verbindung wurde 1971 durch Leo A. Paquette geprägt. Der Name leitet sich vom mittelalterlichen englischen Wort „snoute“ (deutsch „Schnauze“) ab und bezieht sich auf die Ähnlichkeit der Struktur dieses Moleküls mit der vorderen Verlängerung des Kopfes verschiedener Tiere, wie beispielsweise dem Krokodil. Für die gesättigte Stammverbindung wurde die Bezeichnung Snoutan vorgeschlagen.

## Synthese
Ausgangsverbindungen für die Synthese von Snouten sind Cyclooctatetraen 1 und Maleinsäureanhydrid 2, die in einer Diels-Alder-Reaktion zu dem polycyclische Dien 3 reagieren. Durch Belichtung in Aceton erhält man durch eine intramolekulare Cyclisierung das Basketan-Derivat 4, das durch Umsetzung mit Methanol und zusätzlich mit Diazomethan in den  cis-Basketan-9,10-dimethylester 5 überführt werden. Durch Silbernitrat oder Silbertetrafluoroborat katalysiert wird der Basketandimethylester zum cis-Snoutandimethylester 6 umgelagert. Durch Verseifung wird die trans-Snoutan-9,10-dicarbonsäure 7 erhalten, die mit Bleitetraacetat oder elektrolytisch zum Snouten 8 decarboxyliert wird.

## Eigenschaften
Snouten zeigt eine bemerkenswert hohe Thermostabilität. Bei der Pyrolyse in der Gasphase bei 500 °C (Kontaktzeit 1 Sekunde) findet man zu 86 % das Ausgangsmaterial und zu 14 % cis-9,10-Dihydronaphthalin. Bei einer Temperatur von 530 °C entsteht neben 51 % Snouten, zu 32 % cis-9,10-Dihydronaphthalin, 8 % 1,4-Dihydronaphthalin, 4 % 1,2-Dihydronaphthalin und 5 % Naphthalin:
Pyrolyseversuche mit deuteriertem Snouten zeigen, dass bei 500 °C eine degenerierte Umlagerung stattfindet. Ausgehend von 9,10-Dideuterosnouten – hergestellt durch Hydrolyse von Snoutan-9,10-dimethylester mit Natriumdeuteroxid in D2O und anschließender elektrolytischer Decarboxylierung – findet man nach der Pyrolyse im Reaktionsgemisch auch 4,5-Dideuterosnouten.